# Astronia spectabilis
Astronia spectabilis är en tvåhjärtbladig växtart som beskrevs av Carl Ludwig von Blume. Astronia spectabilis ingår i släktet Astronia och familjen Melastomataceae. Inga underarter finns listade i Catalogue of Life.